# Інерційний відгук
Інерційний відгук є властивістю великих синхронних генераторів, які містять великі синхронні обертові маси, і який діє для подолання будь-якого негайного дисбалансу між постачанням електроенергії та попитом в енергосистемі. Через постійно існуючий дисбаланс потужності між механічним джерелом живлення та потребою в електроенергії частота обертання обертових мас у всіх синхронних генераторах у мережі або збільшується та, таким чином, поглинає додаткову потужність у разі надлишку електроенергії, або зменшується та забезпечує додаткову потужність у разі надмірної потреби в електроенергії. Ця реакція у випадку синхронного генератора вбудована в конструкцію та відбувається без будь-якого зовнішнього втручання чи координації, забезпечуючи автоматичне керування генерацією та дорогоцінний час (кілька секунд) для відновлення балансу системи оператору мережі Частота мережі є сукупним результатом детальних рухів усіх окремих синхронних роторів у мережі, які моделюються загальним рівнянням руху, яке називається рівнянням руху ротора.
В енергосистемах США оператор мережі зобов'язаний підтримувати частоту в жорстких межах і може нести фінансову відповідальність, якщо моніторинг, який проводить Північноамериканська корпорація з надійності електроенергетики, виявить невідповідність. Крім того, для захисту обладнання частина навантаження буде вимкнена («автоматичне частотне розвантаження», АЧР), якщо частота падає нижче певного значення (59,5 Гц у більшій частині США, 59,3 Гц у Техасі).  Коли трапляється неочікуване переривання живлення (наприклад, відмова генератора), первинна частотна характеристика спрацьовує автоматично – датчик виявляє нижчу частоту та відповідно регулює потужність первинного двигуна. Для типового синхронного генератора це регулювання передбачає маніпулювання механічними пристроями (клапанами тощо) і тому потребує часу. Протягом цього часу енергомережа повинна покладатися на накопичену інерцію, щоб уповільнити зниження частоти.

## Синхронні генератори
Інерцію можна вимірювати в одиницях добутку потужності на час (наприклад, гігават-секунди), але часто вона нормалізується до «розміру» (номінальної електричної потужності) генератора і, таким чином, може бути описана в одиницях часу (так звана стала інерції генератора). Генератори, що швидше обертаються, можуть накопичувати більше кінетичної енергії (пропорційно квадрату частоти обертання), але зазвичай легші та, отже, швидше гальмують, що призводить до більшої потужності, що вводиться на ранніх етапах реакції («фронтальне завантаження») порівняно з повільнішими та важчими машинами; це не обов'язково краще через взаємодію між частинами мережі, яка може спричиняти «підстрибування» та нестабільність. Типові електростанції мають значення сталої інерції від 2 секунд (гідроенергетика) до 7 секунд (газові турбіни). Оскільки швидкість обертання, а отже, і кінетична енергія синхронного генератора, не залежить від його поточного рівня потужності, інерція всієї мережі (загальна інерція системи) пов'язана з константами інерції працюючих генераторів, у момент зниження попиту на потужність (скажімо, вночі) може працювати менше генераторів, і тому з подібною непередбаченою ситуацією може бути важче впоратися.
Характеристики інерційний відгук генератора описується рівнянням:
{\displaystyle {\frac {d\omega }{dt}}={\frac {P_{m}-P_{e}}{2H\omega }}}.
Вираз можна інтерпретувати як швидкість зміну частоти внаслідок  дисбалансу між поданою потужністю Pm та споживаною електричною потужністю Pe. Швидкість зміни частоти {\displaystyle {\frac {d\omega }{dt}}} обернено пропорційна сталій інерції H. Вираз для сталої інерції – це вираз для кінетичної енергії, поділеної на номінальну потужність, і має розмірність секунди. Таким чином, сталу інерції H можна інтерпретувати як час, протягом якого енергії обертальної маси було б достатньо для покриття споживання електроенергії, якби всі генератори виробляли номінальну потужність, а потім до них перестали підводити кінетичну енергію.

## Навантаження
Електричне навантаження може мати інерційні властивості. Наприклад, типові промислові електродвигуни споживають менше енергії на нижчих частотах, додаючи невелику, але помітну інерцію до системи. Цей ефект зменшується завдяки переходу на сучасні та ефективні системи керування зі змінною швидкістю, які мають набагато менший інерційний відгук.
Вимкнення навантаження за допомогою АЧР знижують споживану потужність, тим самим уповільнюючи зниження частоти, що еквівалентно збільшенню інерції.

## Змінна генерація
До 21 століття звичайна інерція в поєднанні з первинною частотною характеристикою вважалася достатньою для досягнення цільової надійності електромережі США. Високий рівень проникнення змінної відновлюваної енергії створив нові виклики:
- вітер, як правило, сильніший вночі, тому наслідки низького попиту – а отже, меншої кількості синхронних генераторів, що працюють в мережі – посилюються;
- змінна генерація зазвичай або не має обертової маси (сонячна енергія), або конструкція не передбачає електромеханічного зв'язку з рештою мережі. Типовий генератор змінного відновлюваного джерела підключений до мережі через інвертор (такі генератори зазвичай називають інверторними ресурсами(інші мови)) і тому не може вносити інерцію в систему так само, як це робить синхронний генератор.

Тому застосовуються альтернативи традиційній інерції, і до 2020-х років Техас (ERCOT) вийшов на лідируючі позиції в Сполучених Штатах завдяки вищому проникненню вітроенергетики (майже вдвічі більше, ніж у Західному синхронній мережі, Вісконсин) та відносно невеликому розміру, що зробило непередбачені ситуації там більшими у відсотковому вираженні (одна відмова може забрати потужність, еквівалентну 6,4% середнього навантаження порівняно з 2,6% для Вісконсину та 1,3% для Східної синхронної мережі).

### Вирішення проблеми зниження інерції
Для підтримки надійності мережі в умовах зниженої інерції використовуються такі методи грубої сили:
- утримання інерції вище порогових рівнів шляхом примусу власників синхронних генераторів експлуатувати свої агрегати або скорочення використання ресурсів на основі інверторів. З суто економічної точки зору це може бути лише тимчасовим заходом[15];
- використання менш традиційних генераторів відновлюваної енергії, які мають інерцію (концентрована сонячна енергія, енергія біомаси)[16];
- використання обертової маси синхронних компенсаторів[17];
- дозвіл більшого відхилення частоти, ніж типові 59,5 Гц (Техас дозволяє зниження частоти до 59,3 Гц, ще менше Квебекська гідроелектросистема(інші мови) - до 58,5 Гц)[18];
- оснащення некритичних навантажень, які можуть витримувати короткочасне вимкнення (наприклад, промислові холодильні установки), автоматичними реле, які вимикають навантаження при досягненні заданого порогу частоти. У Техасі це був один з основних шляхів, обраних для збільшення проникнення вітроенергетики[19];
- примус клієнтів платити за частотну характеристику, як і за інші допоміжні послуги(інші мови), через ринковий механізм (підхід, який також використовується ERCOT(інші мови))[20];
- використання спеціальних конструкцій мережевих інверторів - синхронвертерів, які імітують синхронні генератори[21]  для забезпечення «синтетичної інерції»  в електроенергетичних системах[22].

## Швидка частотна характеристика
Вимкнення навантаження може бути виконано дуже швидко (півсекунди, включаючи вимірювання частоти). Інверторні ресурси (IBR), якщо вони не працюють на повну доступну потужність, також можуть бути нарощені надзвичайно швидко (25% за секунду для вітрової енергії, 100% за секунду для фотоелектричної енергії), обмежена кількість кінетичної енергії може бути вилучена з вітрової турбіни, забезпечуючи додаткові 10% її потужності приблизно протягом півсекунди (після півсекундної затримки). Крім того, часи, коли доступна велика кількість вільних потужностей інверторних ресурсів, збігаються з часом, коли звичайна інерція є найнижчою через те, що багато синхронних генераторів не працюють. Ці переваги нової технології дозволяють реалізувати швидку частотну характеристику (FFR) – керування частотою з використанням диспетчеризації інверторних ресурсів та вимкнень навантаження для досягнення часу реакції, подібного до інерційного, звідси альтернативна назва для FFR – синтетична інерція або штучна інерція. (Ерікссон та ін. пропонують використовувати термін «синтетична інерція» для блоків, які реагують пропорційно швидкості зміни частоти, та резервувати FFR для блоків, які реагують на вплив недостатньої інерції, наприклад, відхилення частоти). Акумуляторні установки зберігання енергії також можуть брати участь у FFR зі швидкістю нарощування 100% за секунду.

## Моделювання балансування потужності за допомогою енергії вітру
Коли частота мережі занадто висока або занадто низька, потік активної потужності через високовольтну лінію постійного струму буде зменшуватися або збільшуватися. У свою чергу, генерація вітру збільшуватиме або зменшуватиме кути лопатей, щоб зменшити або збільшити захоплену енергію вітру.